# Гуджу, Ион
Ион Гуджу (рум. Ion Gudju; 14 июля, 1897, Бухарест — 1988, Бухарест) — румынский шахматист. Заслуженный мастер спорта Румынии (1971).

## Биография
С середины 1920-х годов до первой половины 1930-х был одним из ведущих шахматистов Румынии.
Редактор шахматных отделов в румынских газетах. Основал первые в стране шахматные журналы «România Șahistă» («Шахматная Румыния», 1914 г.) и «Șahul» («Шахматы», 1915 г.).
Основатель шахматного клуба «Cercului de Șah» (1920 г.). Победитель четверного турнира, проведенного под эгидой клуба (1923 г., впереди З. Герланда, Л. Лёвентона и М. Векслера).
В 1929 году в чемпионате Румынии разделил 2—3 места и получил бронзовую медаль (победил А. Тиролер).
Серебряный призер чемпионата Бухареста 1927 г. Чемпион Бухареста 1930 г.
Участник многих международных шахматных турниров. В 1927 году занял 4 место в побочном турнире традиционного новогоднего шахматного фестиваля в Гастингсе (победил Дж. Колтановский).
Постоянный участник шахматных турниров в Бухаресте (в 1929 году занял 1 место).
В составе сборной Румынии участвовал в крупнейших командных турнирах:
- три раза в шахматных олимпиадах (1928, 1930, 1931)[4];
- в неофициальной шахматной олимпиаде (1924)[5].

Был одним из пятнадцати делегатов, которые 20 июля 1924 года в Париже подписали акт основания Международной шахматной федерации (ФИДЕ). Представлял Румынию на конгрессах ФИДЕ 1925 и 1934 гг. Занимал руководящие должности в Шахматной федерации Румынии. В период с 1982 по 1988 гг. был почетным вице-президентом ФИДЕ.
Умер в ноябре 1988 года.

## Основные спортивные результаты
| Год         | Город    | Соревнование                              | + | − | = | Результат | Место |
| ----------- | -------- | ----------------------------------------- | - | - | - | --------- | ----- |
| 1910        | Бухарест | Клубный турнир                            |   |   |   |           | 1     |
| 1923        | Бухарест | Четверной турнир клуба                    |   |   |   |           | 1     |
| 1924        | Париж    | Неофициальная шахматная олимпиада         |   |   |   | 6 из 13   |       |
| 1926        | Париж    | Международный турнир                      |   |   |   |           |       |
| 1926 /1927  | Гастингс | Международный турнир (турнир В)           |   |   |   |           | 4     |
| 1927 / 1928 | Бухарест | Чемпионат Бухареста                       |   |   |   |           | 2     |
| 1928        | Гаага    | II Олимпиада (сборная Румынии, 4-я доска) | 5 | 8 | 3 | 6½ из 17  |       |
| 1929        | Бухарест | Турнир румынских шахматистов              |   |   |   |           | 5     |
|             | Бухарест | Турнир румынских шахматистов              |   |   |   |           | 1     |
|             | Яссы     | Чемпионат Румынии                         |   |   |   |           | 2—3   |
| 1930        | Бухарест | Чемпионат Бухареста                       |   |   |   |           | 1     |
|             | Гамбург  | III Олимпиада (сборная Румынии, запасной) | 3 | 6 | 1 | 3½ из 10  |       |
| 1930 / 1931 | Бухарест | Чемпионат Бухареста                       |   |   |   |           | 2—5   |
| 1931        | Прага    | IV Олимпиада (сборная Румынии, 4-я доска) | 3 | 8 | 2 | 4 из 13   |       |